# Western Standard
Le Western Standard est un magazine bimensuel canadien publié dans la province d'Alberta qui tire à quelque 40 000 exemplaires.

## Historique
Le Western Standard est lancé en mars 2004 par Ezra Levant, avocat et ancien militant du Parti réformiste du Canada et de l'Alliance canadienne, et d'autres, pour faire suite au magazine Alberta Report, qui avait fait faillite en juin 2003.
En avril 2004, le Western Standard lança une émission radio sur la station CKMX de Calgary. L'émission est diffusée chaque semaine pour une durée de trois heures.

## Position politique
Le Western Standard se proclame « la voix indépendante de l'Ouest nouveau » (The Independant Voice of the New West) et le magazine vise une approche franche et décapante aux questions politiques et sociales. Les chroniqueurs principaux du Western Standard sont Ted Byfield, Mark Steyn, Colby Cash et David Warren.
Le Western Standard a une saveur décidément conservatrice, bien que l'éditeur Ezra Levant affirme que tous les articles sont justes et équilibrés.

## Libertarianisme
Malgré une approche plutôt conservatrice, le Western Standard comporte également une influence libertarienne. La columniste et avocate ontarienne Karen Selick se livre à des échanges avec l'animateur de télévision conservateur Michael Coren dans une chronique de débat sur la politique publique appelée Face-off.
Pierre Lemieux, professeur d'économie à l'Université du Québec en Outaouais, signe une chronique régulière ; le chroniqueur du National Post Colby Cosh s'occupe de la section sports ; et Matthew Johnston est vice-président de la publicité (une position qui ne comprend aucune influence sur le plan éditorial).
Tous les cinq — Selick, Lemieux, Williams, Cosh et Johnston — sont bien connus pour leurs opinions fortement libertariennes.

## Crise Internationale des Caricatures de Mahomet
Lors de la Crise internationale des caricatures de Mahomet, le 13 février 2006, le Western Standard a publié 8 des 12 caricatures de Mahomet. L'éditeur du magazine, Ezra Levant s'est expliqué lors d'une interview avec Harry Forestall du réseau canadien CBC des raisons de cette publication. Les caricatures sont d'après lui l'élément central de la plus importante information du mois. Levant précise qu'il publierait des caricatures de l'Holocauste si les Juifs en réaction brulaient des ambassades.
« Nous ne les publions pas pour leurs valeurs éditoriales. Ce sont des caricatures ennuyeuses. Nous ne les publions pas parce qu'elles reflètent nos points de vue. Nous les publions parce qu'elles sont l'élément central qui a suscité les émeutes des musulmans radicaux partout dans le monde. »

Cette publication du Western Standard a provoqué la colère de certains musulmans canadiens. Ainsi Mohamed Elmasry, chef du Canadian Islamic Congress a indiqué au journal The Globe and Mail qu'il porterait plainte contre le Western Standard. Mohamed Elmasry a déclaré :
Je pense qu'il (Ezra Levant) va contre la volonté et les valeurs des Canadiens par cette action de provocation.,, Également, plusieurs distributeurs du périodique, comme Air Canada et Chapters & Indigo ont choisi de ne pas distribuer le numéro en question. Le premier ministre du Canada, Stephen Harper, et le ministre de la Défense nationale, Gordon O'Connor, ont également exprimé publiquement leur désapprobation du choix de publier les caricatures.

## Sources
1. ↑   (en) « What we believe », Calgary Sun, 13/02/2006
2. ↑   (en) « Western Canadian magazine publishes Muhammad cartoons », CBC News, 13/02/2006.
3. ↑  Source : Le Nouvel Observateur du 13/02/2006.

## Audio
Fichier audio de l'interview de Ezra Levant avec CBC News le 13 février 2006.real 5mo